# Stormens barn (film)
Stormens barn är en svensk svartvit stumfilm från 1928 i regi av Adolf Niska och med manus av Henning Ohlson. Filmen är Niskas regidebut och han medverkar även som skådespelare tillsammans med bland andra Jenny Hasselquist, Torsten Bergström och Wictor Hagman.

## Om filmen
Inspelningen ägde rum 1927 i Mässhallen i Göteborg samt i fiskelägena Svolvær i Nordlands fylke i Norge och Tången i Kungshamn i Bohuslän. Filmen premiärvisades den 16 januari 1928 på biografer i Stockholm och Uppsala och är 70 minuter lång.
Filmen mottogs av övervägande positiva recensioner.

## Handling
Ett skepp förliser och en ung man, Arne Holgersson, räddas av den gamle fiskaren Ingvar Sandegård. Holgersson förälskar sig i Sandegårds dotter Signhild och paret blir snabbt föremål för byskvaller.
Sandegård misstänker snart att Holgersson i själva verket är hans sedan länge försvunne oäkta son. Holgersson lyckas dock motbevisa Sandegård genom att konstatera att han personligen närvarade vid sonens dödsbädd. Därmed föreligger inget hinder för ett giftermål och paret går en ljus framtid till mötes.

## Rollista
- Adolf Niska – Ingvar Sandegård, fiskare
- Jenny Hasselquist	– Signhild, Ingvars dotter
- Torsten Bergström	– Arne Holgersson
- Wictor Hagman – Klemens Vejle
- Lizzie Nyström – Monika
- Jessie Wessel – Gunvor, Ingvars ungdomskärlek, blomsterflicka
- Alfred Lundberg – Gammel-Anund
- Eric Laurent – Ingvars son